# Egy angyal a Földön
Az Egy angyal a Földön (eredeti cím: Ein Engel auf Erden) 1959-ben bemutatott romantikus francia-német filmvígjáték. Rendezője Radványi Géza.

## Cselekmény
Az Angel Star Line légiutaskísérője reménytelenül szerelmes a híres autóversenyzőbe, Pierre Chaillot-ba. A versenyző szakmai vagy üzleti okokból rendszeresen repül, és gyakran utazik az Angel Star Line-nal. Számára azonban a lány csak egy arc a sok közül, ezért szinte rá sem néz. Pierre feleségül akarja venni a gyönyörű Augusta von Münchenberg hercegnőt, akit eljegyzett. De közvetlenül az esküvő napján a menyasszony megszökik egy híres operaénekessel. Az elárult Pierre le van törve, és legjobb barátjával, Michellel berúg egy szállodában. Kétségbeesetten öngyilkos akar lenni, ezért búcsúlevelet ír. Amikor azonban öngyilkosságra készülve előveszi revolverét a fiókból, hirtelen az őrangyala – a stewardess alakjában – jelenik meg előtte a szobájában.
Pierre nem emlékszik a megjelenésére, csak azt tudja, hogy hirtelen egy stewardess-egyenruhába öltözött csinos, fiatal, szőke nő áll előtte, aki azt állítja, hogy ő az őrangyala. Ennek ellenére tartózkodik az öngyilkosságtól, és az őrangyal gyengéden elveszi tőle a revolvert. Pierre először nem hisz az angyal állításának, de miután az elmondja neki, hogy születése óta vele van, és olyan eseményeket említ meg neki az életében a gyerekkorától kezdve, amelyekről senki más nem tudhatott, Pierre kételkedni kezd, hogy talán tényleg igazat mond. Az angyal szerint a lelkét kell megmentenie.
Másnap reggel a férfi hírt kap róla, hogy a menyasszonya egy közeli fogadóban szállt meg, ezért kocsiba pattan és elindul a megadott helyre. Az angyal megjelenik Pierre előtt az országúton, mivel nem akarja, hogy a férfi az után a nő után fusson, aki az esküvőjük napján megcsalta. Az angyal azt kérdezi, hinne-e neki, ha valami csodát tenne, például ha egy mögöttük jövő autó felemelkedne a levegőbe. Ekkor egy fekete Rolls-Royce autó érkezik, amiből egy idősebb apáca száll ki. Az apáca alakjában megjelenő magasabb rangú angyal jól leszidja a hozzá beosztott angyalt, amiért egy stewardess alakját vette fel. Ezután azonban engedélyt ad arra, hogy az őrangyal 24 órára emberi alakot öltsön, és a Föld minden polgára számára látható legyen. Bár a főangyal különféle veszélyekre és betegségekre figyelmezteti, amíg emberi alakban van. Az őrangyal kiszáll a kocsiból és már éppen egy trükkös megoldást akar alkalmazni, hogy utolérje a férfit, azonban a főangyal megtiltja neki. Utolsó segítségként műszaki hibát okoz az előtte haladó versenyző kocsijában, ami addig fog tartani, amíg az őrangyal oda nem ér. 
Az angyal beszáll a férfi kocsijába, és amikor a férfi rákérdez, meglepi azzal a kijelentéssel, hogy ő még sohasem érzett félelmet. A férfi száguldozni kezd a hegyi szerpentinen, de az nem derül ki, hogy az angyal félt-e eközben, mert amikor megérkeznek egy benzinkúthoz, az angyal éppen alszik. 
A benzinkutas és a felesége arra tippelnek, hogy talán terhes lehet, de aztán valószínűbbnek gondolják, hogy csak az éhségtől ájult el, ezért egy közeli éttermet ajánlanak. Az angyal nem tudja, mit rendeljen, mivel még sohasem evett, végül csak kaviárt és vaníliafagylaltot kér (egy korábbi ügyfele kedvelte a kaviárt). Mivel a versenyző további bizonyítékokat kér arra, hogy valóban angyal (a főnök angyal azonban megtiltotta, hogy csodákat tegyen), ezért az angyal „megszólítja” az egyik hófehér galambot, mire az odaszáll az asztalukhoz. Pierre legyintésére, hogy az csak véletlen, egymás után még további három fehér galamb telepedik oda.
A hercegnő nagynénje Augusta nevében megtévesztő táviratot ad fel, amiben azt írja Pierre-nek, hogy „még mindig szereti”, és „mindent megmagyaráz”. Pierre menedzserének ugyanis rendkívül fontos, hogy Pierre részt vegyen a napokban esedékes versenyen, lehetőleg pozitív hangulatban. 
Váratlanul megérkezik Michel Barrot, Pierre barátja és szerelője és átadja a hamis tartalmú táviratot, majd elmegy. Ekkor ugyancsak váratlanul az őrangyal heves fogfájásra panaszkodik, ezért Pierre elviszi egy fogorvoshoz. 
Nem sokkal később azonban egy zenés, táncos helyre térnek be, ahol kosztümös előadás is van. A férfi táncolni hívja. Ugyanitt feltűnik Augusta is, egy világhírű angol teniszjátékossal, aki teljesen érdektelennek bizonyul. Augusta megdöbbenve veszi észre, hogy a vőlegénye, akit egy napja elhagyott, amibe az majdnem belehalt, most mosolyogva táncol egy idegen nővel.
A műsorvezető ekkor egy „indiai” mágust jelent be, és egy önként jelentkezőt kér, akit a mágus majd eltüntet. Mivel az őrangyal kíváncsi rá, mi lehet a trükkje, ezért jelentkezik résztvevőnek. Azonban a produkció csak úgy sikerül, hogy az itt is jelenlévő főangyal elintézi a lány eltűnését, amin a  műsorvezető és a mágus is csodálkozik.
A főangyal megint leszidja a lányt, aki bevallja, hogy talán már elérte a célját és a férfi beleszeretett. A főangyal kérdésére, hogy ha befejezte a küldetését, miért nem tér „vissza”, azt válaszolja, hogy az utaskísérő (akinek az alakját felvette) most éppen Lisszabonban van és csak holnap fog ideérni, ugyanakkor Augusta újból felvette a kapcsolatot Pierre-rel, amit nem hagyhat annyiban.
Az őrangyal felkeresi Augusta-át annak szállodai szobájában, és a nő bevallja, hogy nem szereti a férfit. 
Pierre-nek az az ötlete támad, hogy próbát tesz, hogy megállapítsa, valóban angyal-e a lány vagy sem. Újra megkéri Augusta kezét, és azt reméli, hogy megjelenik az angyal a szobájában, hogy ezt megakadályozza, ami jel lenne számára, hogy valóban angyal volt. A kísérletben Michel is részt vesz, mint megfigyelő, de a „főangyal” parancsára az őrangyal nem jelenhet meg. 
Pierre ezután kibékül Augustával, és bejelenti, hogy a Monacói Nagydíj után azonnal feleségül veszi. Utolsó reménye, hogy őrangyala megpróbálja megakadályozni az esküvőt, és ezért majd újra megjelenik.
Pierre a versenyen úgy hajt, mint egy megszállott, és csak nagy erőfeszítéssel tudja a „főangyal” (egy idős apáca alakjában, aki az őrangyalát helyettesíti) a pályán tartani. Végül ő nyeri a versenyt. Őrangyala időközben meglátogatja a valódi stewardess családját, ahol a lány szobájában észreveszi a férfi fényképeit és a róla szóló, kivágott újságcikkeket. 
A verseny után újra megjelenik Pierre-nél, aki a verseny után is a Maserati versenyautóban van és az országúton vezet. A nő azt javasolja, hogy siessenek a repülőtérre, ahonnan együtt elutazhatnak valahová. A férfi örömmel beleegyezik, mivel ez számára bizonyíték arra, hogy a lány valóban angyal. 
Elvezeti Pierre-t egy Angel Star Line repülőgéphez, ahol az igazi stewardess dolgozik és a gépe nemrég szállt le, majd hamarosan indul tovább. A repülőgépen a főangyal, továbbra is apáca alakjában megjelenik az igazi utaskísérő előtt. Elmondja neki, hogy hamarosan találkozni fog a férfival, akit ő régóta szeret, és „minden el van rendezve”, mert már a férfi is szereti őt. Hozzáteszi, hogy ha a férfi furcsa dolgokat mond majd neki, például, hogy ő egy angyal, hagyja rá, mert „a férfiak már csak ilyenek”.
Az őrangyal Párizsba kér jegyet Pierre számára, majd Pierre előtt észrevétlenül eltűnik az őrangyal, és a főangyallal együtt kissé távolabbról figyelik, ahogy a férfi felszáll a gépre, majd a gép elindul.
Lóhalálában megérkezik Augusta is, menyasszonyi ruhában, de hiába rohan a géphez, az már elindult. 
Pierre úgy gondolja, hogy a repülőn őt megszólító stewardessben megtalálta a szerelmét.

## Szereplők
| Szereplő                                         | Színész             | Magyar hang (1.) | Magyar hang (2.) |
| ------------------------------------------------ | ------------------- | ---------------- | ---------------- |
| Utaskísérő / őrangyal                            | Romy Schneider      | Hámori Ildikó    | Borbás Gabi      |
| Pierre Chaillot, autóversenyző                   | Henri Vidal         | Szabó Gyula      | Vass Gábor       |
| Augusta de Munchenberg hercegnő, Pierre szerelme | Michèle Mercier     |                  |                  |
| Michel Barrot, Pierre barátja, autószerelő       | Jean-Paul Belmondo  |                  | Fülöp Zsigmond   |
| Augusta nagynénje                                | Erika von Thellmann |                  |                  |
| az utaskísérő apja                               | Jean Brochard       |                  |                  |
| az utaskísérő anyja                              | Paulette Dubost     |                  |                  |
| Corelli                                          | Ernst Waldow        |                  |                  |

## Háttér-információk
A film rendezője, Radványi Géza egy évvel korábban, 1958-ban készítette főszereplőjével, Romy Schneiderrel az ellentmondásos melodrámát, a Lányok egyenruhában-t, amely az azonos neműek szerelmének akkoriban igen szokatlan témáját mutatta meg.
A Pierre-t alakító francia színész, Henri Vidal számára ez volt az egyik utolsó szerepe. Szívrohamban halt meg 1959. december 10-én, mindössze 40 éves korában. Jean-Paul Belmondo számára azonban ez volt az egyik legkorábbi szerepe. A főszereplő barátjaként meglehetősen komikus karaktert alakít. A következő évben az áttörést a Kifulladásig című filmben nyújtott szerepe hozta meg számára.
A film premierje 1959. augusztus 28-án volt a heidelbergi Schloss-Theaterben, a francia premier csak 1960. november 23-án volt Párizsban.

## Fordítás
Ez a szócikk részben vagy egészben  az   Ein Engel auf Erden (Film) című német Wikipédia-szócikk fordításán alapul.  Az eredeti cikk szerkesztőit annak laptörténete sorolja fel. Ez a jelzés csupán a megfogalmazás eredetét és a szerzői jogokat jelzi, nem szolgál a cikkben szereplő információk forrásmegjelöléseként.